# Эффект основателя

Иллюстрация эффекта: слева — исходная популяция, справа — три возможные дочерние колонии, имеющие немногих основателей

Эффект основателя — явление снижения и смещения генетического разнообразия при заселении малым количеством представителей рассматриваемого вида новой географической территории. Термин ввёл Э. Майр; является вариантом генетического дрейфа. При таком заселении малое количество исходных особей, имеющих частоты аллелей генов (или других генетических маркеров), случайно отклоняющиеся от характерных для вида в среднем, дают начало новым популяциям. В образовавшихся популяциях частоты рассматриваемых аллелей будут так же смещены, как и в исходной группе особей.
Эффект основателя имеет большое значение для филогенетики популяций — изучения степени родства между популяциями и путей расселения видов. В частности, при расселении Drosophila melanogaster (вида, имеющего афротропическое происхождение) в Евразию, произошла потеря многих вариантов хромосомных инверсий, микросателлитных и изоферментных маркеров.
Эффект основателя имеет значение также для оценки путей расселения древних людей, а также степени родства между современными популяциями или народами.